# Shelly Cole
Shelly Cole (22 de agosto de 1975) es una actriz estadounidense que ha protagonizado las películas Prey for Rock & Roll y Art School Confidential. También ha hecho apariciones en programas de televisión, incluyendo las series Gilmore Girls, CSI: NY, NCIS y House.

## Filmografía
| Año       | Título                        | Papel               | Notas                            |
| --------- | ----------------------------- | ------------------- | -------------------------------- |
| 2000      | The Theory of Everything      | Janice              | Película para TV                 |
| 2000      | The Princess & the Barrio Boy | Chica sin hogar     | Película para TV                 |
| 2000–2004 | Gilmore Girls                 | Madeline Lynn       | 33 episodios                     |
| 2000–2001 | Boston Public                 | Susan               | 2 episodios                      |
| 2001      | The Guardian                  | April Evans         | Episodio: "Lolita?"              |
| 2001      | ER                            | Laura Avery         | 1 episodio                       |
| 2002      | NYPD Blue                     | Baby Doll           | Episodio: "Safari, So Good"      |
| 2002      | BraceFace Brandi              | Christina           | Película corta                   |
| 2003      | Prey for Rock & Roll          | Sally               |                                  |
| 2003      | Simple Rules                  | Christina           | 1 episodio                       |
| 2004      | The Men's Room                | Charlotte           | 4 episodios                      |
| 2004      | Strong Medicine               | Gina Perry          | 1 episodio                       |
| 2005      | Joan of Arcadia               | Chica Punk          | Episodio: "Common Thread"        |
| 2005      | Without a Trace               | Nicki Tyler         | Episodio: "Without a Trace"      |
| 2006      | Cold Case                     | May Pierson         | Episodio: "Cold Case"            |
| 2006      | Art School Confidential       | Chica de la calle   |                                  |
| 2006      | CSI: NY                       | Elva                | Episodio: "Stuck on You"         |
| 2007      | NCIS                          | Bernadette Watkins  | Episodio: "Angel of Death"       |
| 2007      | Criminal Minds                | Anna Begley         | Episodio: "Doubt"                |
| 2008      | The Village Barbershop        | Gloria MacIntyre    |                                  |
| 2009      | Dark House                    | Lily                |                                  |
| 2009      | Monk                          | Edie Kazarinski     | Episodio: "Mr. Monk and the End" |
| 2010      | House                         | Enfermera Maldonado | Episodio: "Lockdown"             |
| 2010      | How to Make Love to a Woman   | Rose                |                                  |
| 2010      | Metronome                     | Ann                 | Película corta                   |
| 2011      | Level Seven                   | Selina              | Preproducción                    |